# George London
George London (30. maj 1919 – 24. marts 1985 i Armonk) var en canadisk operasanger (baryton). Efter at have sunget en række koncerter med tenoren Mario Lanza og sopranen Frances Yeend i Bel Canto Trio i 1947-48, blev London ansat ved Wiener Staatsoper. Debuten på The Metropolitan Opera fulgte i 1951. Han blev senere lammet i stemmebåndene og måtte derfor indstille sin karriere i 1967.
George London grundlagde i 1971 The George London Foundation for Singers, som giver legater til unge operasangere.